# Bahnstrecke Frohburg–Kohren-Sahlis
| Ausschnitt der Streckenkarte Sachsen (1902) |                                     |                                            |                                            |
| Streckennummer: | sä. FK                              |                                            |                                            |
| Kursbuchstrecke: | 147c (1934) 176d (1946) 176b (1965) |                                            |                                            |
| Streckenlänge: | 7,75 km                             |                                            |                                            |
| Spurweite: | 1435 mm (Normalspur)                |                                            |                                            |
| Maximale Neigung: | 25 ‰                                |                                            |                                            |
| Minimaler Radius: | 180 m                               |                                            |                                            |
| |                                     |                                            |                                            |
| \| \| \| von Neukieritzsch \| \| \| \| 0,00 \| Frohburg \| 179 m \| \| \| \| nach Chemnitz Hbf \| \| \| \| 0,80 \| Anst TULAS GmbH \| Anst TULAS GmbH \| \| \| 1,72 \| Frohburg Ost früher Schützenhaus \| 175 m \| \| \| 1,96 \| Wildbach (16 m) \| Wildbach (16 m) \| \| \| 3,60 \| Streitwald früher Wolftitz Jägerhaus \| 171 m \| \| \| 4,28 \| Mühlgraben (10 m) \| Mühlgraben (10 m) \| \| \| 4,50 \| Anst Stbr. Rittergut Frohburg (1906–1923) \| Anst Stbr. Rittergut Frohburg (1906–1923) \| \| \| 4,57 \| Anst Stbr. Rittergut Gnandstein (bis 1930) \| Anst Stbr. Rittergut Gnandstein (bis 1930) \| \| \| 5,45 \| Mühlgraben (11 m) \| Mühlgraben (11 m) \| \| \| 5,53 \| Mühlgraben (10 m) \| Mühlgraben (10 m) \| \| \| 5,95 \| Obergräfenhainer Bach (15 m) \| Obergräfenhainer Bach (15 m) \| \| \| 7,28 \| Obergräfenhainer Bach (20 m) \| Obergräfenhainer Bach (20 m) \| \| \| 7,43 \| Obergräfenhainer Bach (17 m) \| Obergräfenhainer Bach (17 m) \| \| \| 7,56 \| Mausbach (10 m) \| Mausbach (10 m) \| \| \| 7,75 \| Kohren-Sahlis \| 192 m \| |                                     |                                            |                                            |
| Strecke |                                     | von Neukieritzsch                          | von Neukieritzsch                          |
| Bahnhof | 0,00                                | Frohburg                                   | 179 m                                      |
| Abzweig ehemals geradeaus und nach links |                                     | nach Chemnitz Hbf                          | nach Chemnitz Hbf                          |
| Abzweig geradeaus und nach rechts (Strecke außer Betrieb) | 0,80                                | Anst TULAS GmbH                            | Anst TULAS GmbH                            |
| Haltepunkt / Haltestelle (Strecke außer Betrieb) | 1,72                                | Frohburg Ost früher Schützenhaus           | 175 m                                      |
| Brücke über Wasserlauf (Strecke außer Betrieb) | 1,96                                | Wildbach (16 m)                            | Wildbach (16 m)                            |
| Bahnhof (Strecke außer Betrieb) | 3,60                                | Streitwald früher Wolftitz Jägerhaus       | 171 m                                      |
| Brücke über Wasserlauf (Strecke außer Betrieb) | 4,28                                | Mühlgraben (10 m)                          | Mühlgraben (10 m)                          |
| Abzweig geradeaus und nach links (Strecke außer Betrieb) | 4,50                                | Anst Stbr. Rittergut Frohburg (1906–1923)  | Anst Stbr. Rittergut Frohburg (1906–1923)  |
| Abzweig geradeaus und nach rechts (Strecke außer Betrieb) | 4,57                                | Anst Stbr. Rittergut Gnandstein (bis 1930) | Anst Stbr. Rittergut Gnandstein (bis 1930) |
| Brücke über Wasserlauf (Strecke außer Betrieb) | 5,45                                | Mühlgraben (11 m)                          | Mühlgraben (11 m)                          |
| Brücke über Wasserlauf (Strecke außer Betrieb) | 5,53                                | Mühlgraben (10 m)                          | Mühlgraben (10 m)                          |
| Brücke über Wasserlauf (Strecke außer Betrieb) | 5,95                                | Obergräfenhainer Bach (15 m)               | Obergräfenhainer Bach (15 m)               |
| Brücke über Wasserlauf (Strecke außer Betrieb) | 7,28                                | Obergräfenhainer Bach (20 m)               | Obergräfenhainer Bach (20 m)               |
| Brücke über Wasserlauf (Strecke außer Betrieb) | 7,43                                | Obergräfenhainer Bach (17 m)               | Obergräfenhainer Bach (17 m)               |
| Brücke über Wasserlauf (Strecke außer Betrieb) | 7,56                                | Mausbach (10 m)                            | Mausbach (10 m)                            |
| Kopfbahnhof Streckenende (Strecke außer Betrieb) | 7,75                                | Kohren-Sahlis                              | 192 m                                      |

Die Bahnstrecke Frohburg–Kohren-Sahlis (auch als Wyhratalbahn bezeichnet) war eine Nebenbahn in Sachsen. Sie zweigte in Frohburg von der Bahnstrecke Neukieritzsch–Chemnitz ab und führte im Tal der Wyhra nach Kohren-Sahlis.

## Geschichte
Schon in den 1860er Jahren gab es Pläne für eine Bahnstrecke durchs Wyhratal, die Bahnstrecke Kieritzsch–Chemnitz führte aber später etwa 5 km entfernt an der Kleinstadt Kohren vorbei. Ab den 1880er Jahren wurde erneut ein Bahnbau gefordert. Derartige Petitionen wurden zwar noch 1882 und 1887 abgelehnt, immerhin konnte aber Mitte der 1890er Jahre ein Ausbau des etwa 6 km entfernten Bahnhofs Frohburg durchgesetzt werden. Im Frühjahr 1896 wurde schließlich der Bahnbau für die Nebenbahn Frohburg–Kohren genehmigt.
Die ersten Vorarbeiten für die Bahnstrecke begannen erst 1901. Allerdings wollten einige Grundeigentümer für ihr Land einen so hohen Preis erzielen, das der Bau vorerst ins Erliegen kam. Nachdem eine neue Streckenführung vermessen wurde, begannen 1905 die eigentlichen Bauarbeiten. Da keine aufwendigen Baumaßnahmen nötig waren, konnte die Strecke schon ein Jahr später, am 26. April 1906, feierlich eröffnet werden. Regulärer Betrieb fand ab dem 1. Mai 1906 statt.
Am 27. Mai 1967 wurde der Reisezugverkehr, am 31. Dezember 1967 auch der Güterverkehr eingestellt. Bis 1972 wurde die Strecke abgebaut.
In den 1990er Jahren gründete sich der Verein Freunde der Kohrener Eisenbahn mit dem Ziel, am alten Lokschuppen in Kohren-Sahlis einen Museumsbahnhof aufzubauen. Dazu wurden bereits Fahrzeuge gesammelt und Gleise gelegt. Aufgrund rechtlicher und wirtschaftlicher Schwierigkeiten mussten diese Pläne allerdings wieder aufgegeben werden.
Der Bahnkörper der Wyhratalbahn ist auch heute noch zur Gänze erhalten. Er wird durch einen Radweg nachgenutzt.

## Streckenbeschreibung

### Verlauf
Ausgehend vom Bahnhof Frohburg an der Bahnstrecke Neukieritzsch–Chemnitz verlief die Bahnstrecke nach Kohren-Sahlis zunächst direkt nach Süden, wo bei Kilometer 1,72 der Haltepunkt Frohburg Ost an der Straße „Am Harzberg“ erreicht wurde. Anschließend führte die Trasse im Tal der Wyhra gen Südosten nach Streitwald, dessen gleichnamiger Haltepunkt bei Kilometer 3,60 lag. Heute befindet sich dort ein Parkplatz. Weiter in Richtung Kohren-Sahlis folgte die Bahnstrecke zunächst weiter dem Flusslauf der Wyhra, später dem des Obergräfenhainer-Rathendorfer Bachs. Bei der Ruine der Burg Kohren wurde der südwestliche Rand der Stadt Kohren-Sahlis erreicht. Der Bahnhof der Stadt wurde bei Kilometer 7,75 erreicht. Das Empfangsgebäude ist bis heute erhalten geblieben.

### Betriebsstellen
Frohburg ⊙

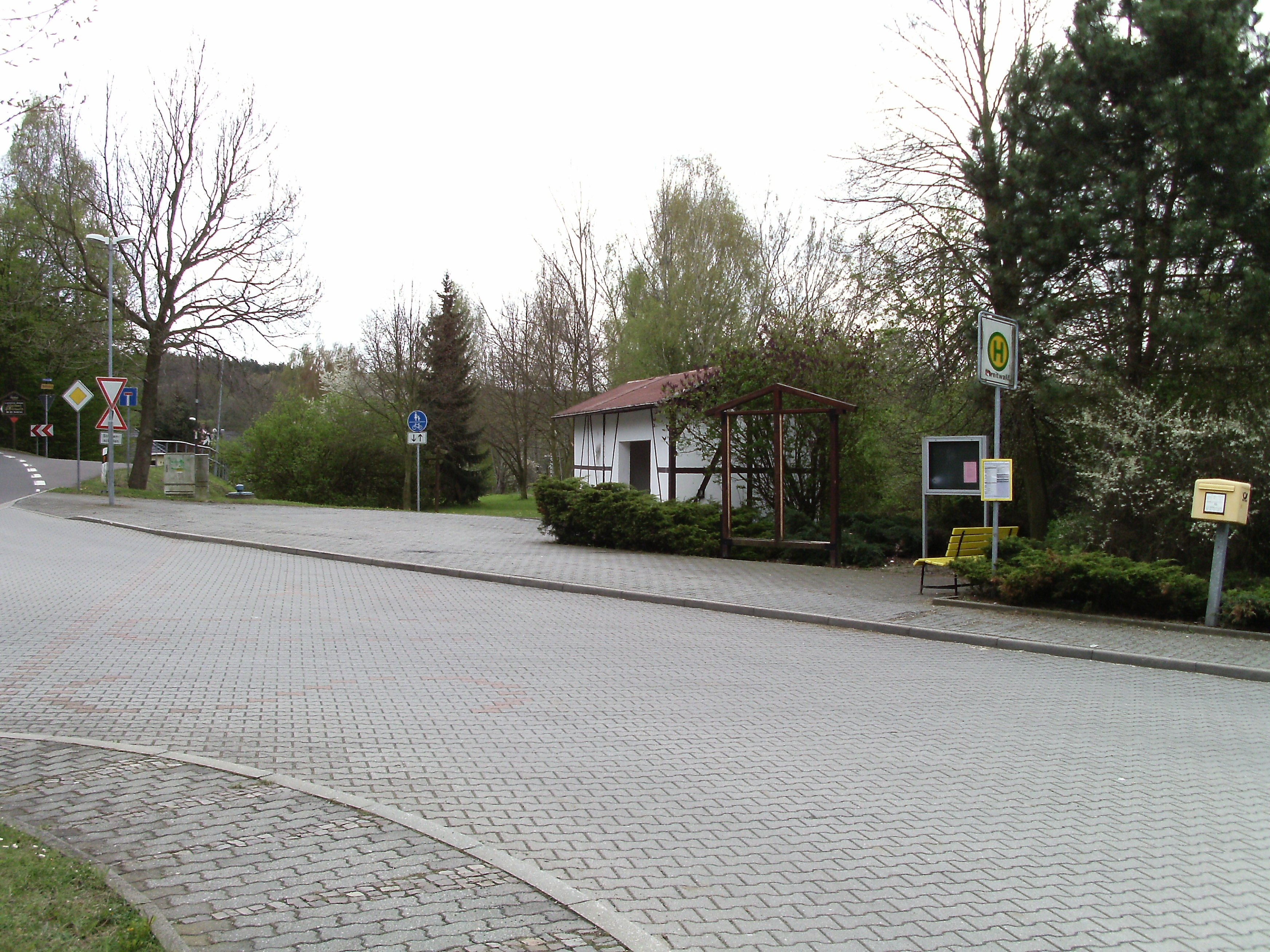
Haltepunkt Streitwald (2012)

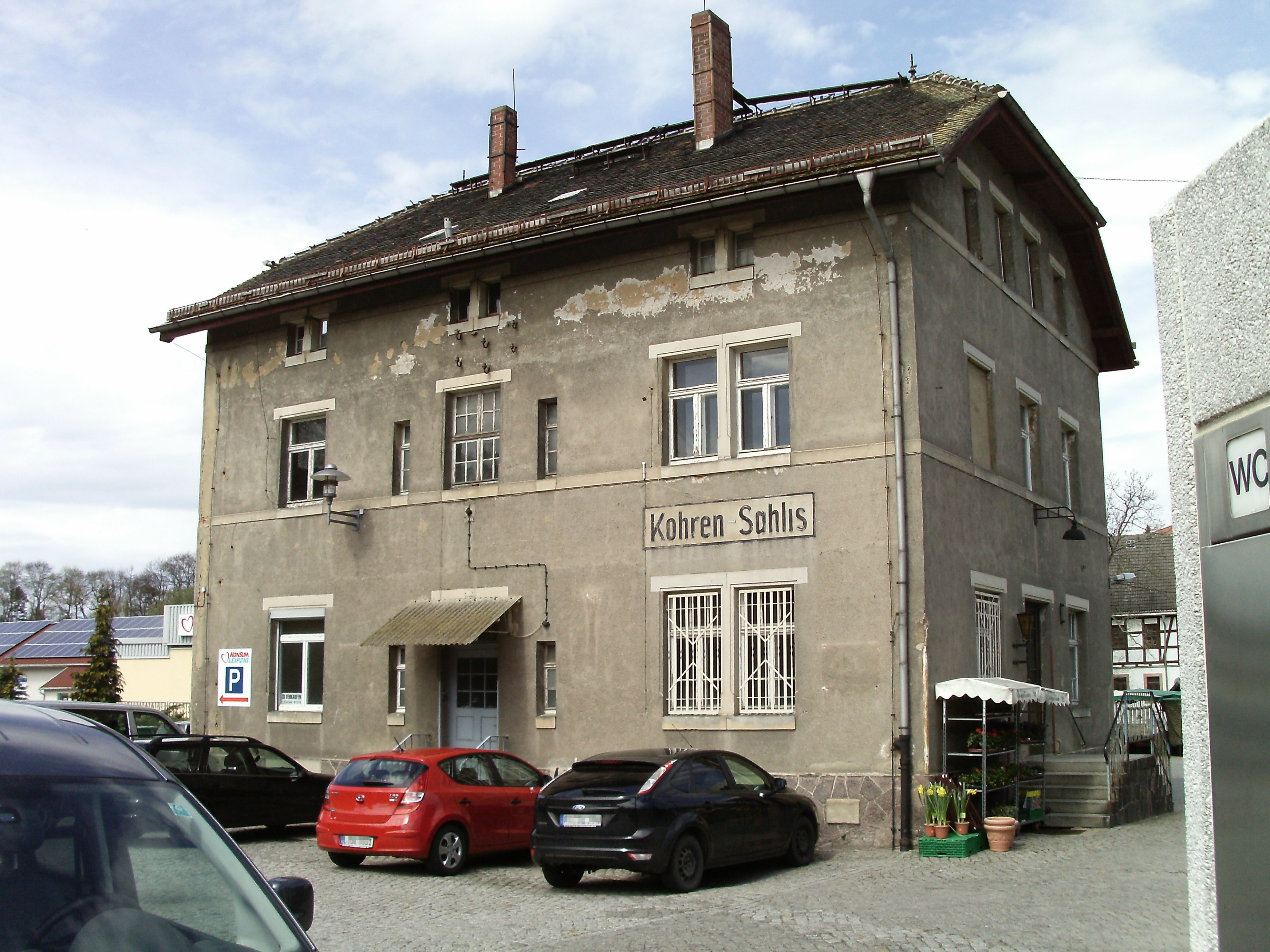
Bahnhof Kohren-Sahlis (2012)

Der Bahnhof Frohburg wurde am 8. April 1872 mit der Bahnstrecke Neukieritzsch–Chemnitz eröffnet. Die Bedeutung des Bahnhofs setzte erst mit Eröffnung der Bahnstrecke nach Kohren-Sahlis im Jahr 1906 ein. Dafür entstanden südlich der bestehenden Anlagen neue Gleise. Mit der Einstellung des Verkehrs nach Kohren-Sahlis im Jahr 1967 sank die Bedeutung des Bahnhofs wieder. Heute ist Frohburg nur noch ein Kreuzungsbahnhof mit lediglich zwei Bahnsteiggleisen. 
Frohburg Ost ⊙
Der Haltepunkt Frohburg Ost wurde am 1. Mai 1906 als Bahnhof Frohburg Schützenhaus eröffnet. Am 10. Mai 1919 erfolgte die Herabstufung zum Haltepunkt und am 1. Januar 1953 die Umbenennung in Frohburg Ost. An Hochbauten besaß die Station ein Wohnhaus, einen Abort und einen Wagenkasten. Der Haltepunkt Frohburg Ost wurde am 28. Mai 1967 stillgelegt. Am Standort an der Kreuzung „Am Harzberg“/„Greifenhainer Straße“ im Osten Frohburgs befindet sich heute ein Parkplatz. Die Gaststätte „Schützenhaus“, nach der die Station ursprünglich benannt war, befindet sich westlich der Bahntrasse an der Greifenhainer Straße.
Streitwald ⊙
Der Haltepunkt Streitwald wurde am 1. Mai 1906 als Bahnhof Wolftitz Jägerhaus eröffnet. Am 1. September 1933 erfolgte die Herabstufung zum Haltepunkt und am 7. Oktober 1934 die Umbenennung in Streitwald. An Hochbauten besaß die Station eine Wartehalle, einen Abort, einen Wagenkasten und ein Wohnhaus. Während das Wohnhaus im Jahr 1945 zerstört wurde, dient die hölzerne Wartehalle heute als Buswartehäuschen. Der Haltepunkt Streitwald wurde am 28. Mai 1967 stillgelegt. Das Areal der Station an der „Kohrener Straße“ dient heute als Parkplatz.
Kohren-Sahlis ⊙
Der Bahnhof Kohren-Sahlis wurde am 1. Mai 1906 als Bahnhof Kohren eröffnet. Am 1. Januar 1935 erfolgte die Umbenennung in Kohren-Sahlis. An Hochbauten besaß die Station neben dem Empfangsgebäude einen Lokschuppen, eine Wasserstation und ein Gebäude der BHG, die alle bis heute am Standort in der Straße „Am Bahnhof“ im Süden von Kohren erhalten sind.